# 일산화 탄소
일산화 탄소(一酸化炭素, 영어: carbon monoxide)는 탄소와 산소로 구성된 화합물이다. 분자식은 CO이다. 석탄이나 석유를 다량 연소시키는 공업지대의 대기에 포함되어 있는 경우가 있으며, 가정에 공급되고 있는 도시가스에도 포함되어 있다. 탄소 화합물이 불완전 연소되면 발생한다. 가연성이며 독성이 있어서 취급에 주의가 필요하다. 산소보다 헤모글로빈과의 친화력이 200배 정도 더 좋기 때문에 소량 흡입시에도 호흡 대사를 방해하여 생명 유지가 어려울 수 있으므로 주의해야 한다. 담배 속에 들어있는 인체에 해로운 대표적 물질 3가지 중 하나이다.(타르,니코틴,일산화탄소)

## 역사
18세기 후반에 프랑스의 화학자 J. M. F. Lasson에 의해 처음으로 발견되었다. 19세기 초에 J. B. Desormes와 W. Cruickshank는 일산화 탄소를 연소시키면 같은 부피의 이산화 탄소가 발생하는 것을 통해 일산화 탄소의 조성을 결정하였다.

## 성질

### 물리적 성질
상온에서 무색, 무취, 무미의 기체로 존재한다. 끓는점은 -191.5°C, 녹는점은 -205.0°C이다. 임계 온도는 -139°C이며 임계 압력은 35atm이다. 25°C에서 생성열은 26.62cal/mole, 연소열은 67.62cal/mole이다. 물에는 잘 녹지 않아, 0°C에서 1atm의 일산화 탄소와 평형상태에 있는 물 100ml는 0.0044g의 일산화 탄소를 포함한다. 알코올, 염화 구리(II) 수용액에는 잘 녹는다. 활성탄에 쉽게 흡착된다.
일산화 탄소는 다음의 세 공명 구조를 가지고 있다고 볼 수 있다.
C 원자와 O 원자간의 결합 길이는 1.13Å이다.

### 화학적 성질
공기 중에서 점화하면 푸른 불꽃을 내며 연소하여 이산화 탄소를 생성한다. 반응식은 다음과 같다.
2 CO + O2 → 2 CO2
일산화 탄소가 다음과 같이 분해되는 일은 온도가 수천도 이상으로 올라가지 않는 한은 잘 일어나지 않는다.
CO → C + 1/2 O2
다음과 같은 분해는 상온에서는 팔라듐 촉매 존재 하에 가능하며, 400~700°C에서는 많은 물질의 표면이 다음 분해 반응의 촉매 역할을 한다.
2 CO → C + CO2
수증기와는 가역적으로 반응하여 다음과 같은 반응을 일으킨다.
CO + H2O ⇄ CO2 + H2
그 외에 일산화 탄소가 관여하는 대표적인 반응으로는 다음과 같은 것이 있다.
- 코발트, 구리, 철, 납, 망가니즈, 몰리브덴, 니켈, 은, 주석 등의 산화물을 환원시켜 금속의 형태로 만들거나 저급 산화물로 만든다.
- 리간드로서 작용하여 니켈, 철, 코발트, 몰리브덴, 루테늄, 로듐, 오스뮴, 이리듐 등의 금속과 금속 카보닐을 생성한다. 대표적인 것으로는 니켈 카보닐(Ni(CO)4)이 있다.

- 염소와 반응하여 포스젠을 만든다.
- 수산화 나트륨과 반응하여 폼산 나트륨을 생성한다.
- 적절한 조건, 반응물, 촉매 존재 하에 반응하면 메탄올, 폼산 메틸, 프로피온산, 프로필 알코올 등의 매우 많은 종류의 알코올, 알데하이드,

케톤, 산, 에스터를 얻을 수 있다.

## 만드는 방법
모든 유기체에 포함되어 있는 탄소를 태울 때 불완전연소하면 일산화탄소가 생긴다. 따라서, 시체를 태우거나, 동식물의 사체로부터 만들어진 숯, 석탄, 석유 등을 태우면 발생한다.
공업적으로는 석탄이나 코크스와 공기 또는 가열 수증기를 반응시킨 후 이를 정제하여 일산화 탄소를 얻어낼 수 있는데, 대부분의 공업적 용도로는 질소와 수소가 포함된 채로 사용되는 경우가 많다.
실험실에서는 포름산을 진한 황산이나 진한 인산으로 탈수시켜 얻는다.
HCOOH → CO + H2O
또한, 카바이드 제조 시에 부산물로 얻어지기도 한다.
CaO + 3C → CaC2 + CO

## 용도
일산화 탄소는 주로 연료, 화학공정의 원료로 사용된다.
일산화 탄소가 화학공정의 원료로 사용된 예는 다음과 같다.
- 금속 제련 과정에서의 환원제
- 아세트산의 공업적 제조

CO + CH3OH → CH3COOH
- 폼산 염의 생산. 대표적인 예로는 다음과 같은 것이 있다.

CO + NaOH → HCOONa
- 금속 카보닐의 생산. 일산화 탄소가 리간드로 작용하여 금속 이온과 배위 결합한다. 대표적인 예로는 니켈 카보닐, 철 펜타카보닐 등이 있다.

이 반응은 특정 금속의 분리에 사용된다.
- 염소와 결합하여 포스젠을 만든다.
- 메탄올과 같은 여러 합성 가스의 원료로 사용된다.

## 오염
일산화 탄소는 대기오염물질의 일종이다. 특히 공장지대나 차량, 항공기가 많이 사용되는 지역에서의 농도가 높다.

## 안전성
일산화 탄소는 가연성이므로 취급에 주의를 요한다. 또한 일산화 탄소는 인체 내에서 독성을 가진다.
흡입된 일산화 탄소는 혈액의 헤모글로빈과 결합하여 카복시헤모글로빈을 생성한다. 카복시헤모글로빈은 산소 운반의 기능이 없기 때문에, 이는 혈액의 산소운반능력을 크게 떨어트린다. 흡입된 양에 따라서 두통, 어지러움, 심계항진증, 나른함, 혼란, 구역질이 나타날 수 있으며 심할 경우 경련, 의식 없음, 사망에까지 이를 수 있다.

## 참고 문헌
- Considine, G. D. et al., Van Nostrand's encyclopedia of chemistry, 5th edition, Hoboken : Wiley-Interscience, 2005.
- 化學大辭典編集委員會 편, 성용길, 김창홍 역, 《화학대사전》, 서울: 世和, 2001.

## 같이 보기
- 강릉 펜션 유독가스 질식 사고
- 일산화탄소 감지기(en:Carbon monoxide detector,  CO detector)